# Maltská kuchyně
Maltská kuchyně (maltsky: kċina maltija) je velice rozmanitá, neboť byla ovlivněna mnoha kuchyněmi, především italskou a britskou kuchyní, v menší míře též arabskou, španělskou, francouzskou a provensálskou kuchyní. Převažuje tu typická středomořská strava. Připravují se pokrmy z ryb (okoun, mečoun, tuňák) a mořských plodů (chobotnice). Italská pizza a těstoviny jsou nabízeny všude.
Maltským národním jídlem je Stuffat tal-fenek, dušený králík na víně s bramborami nebo těstovinami a zeleninou. Takto připravený králík se konzumuje v restauracích a v maltských domácnostech ve všední dny i při slavnostních příležitostech.

## Suroviny

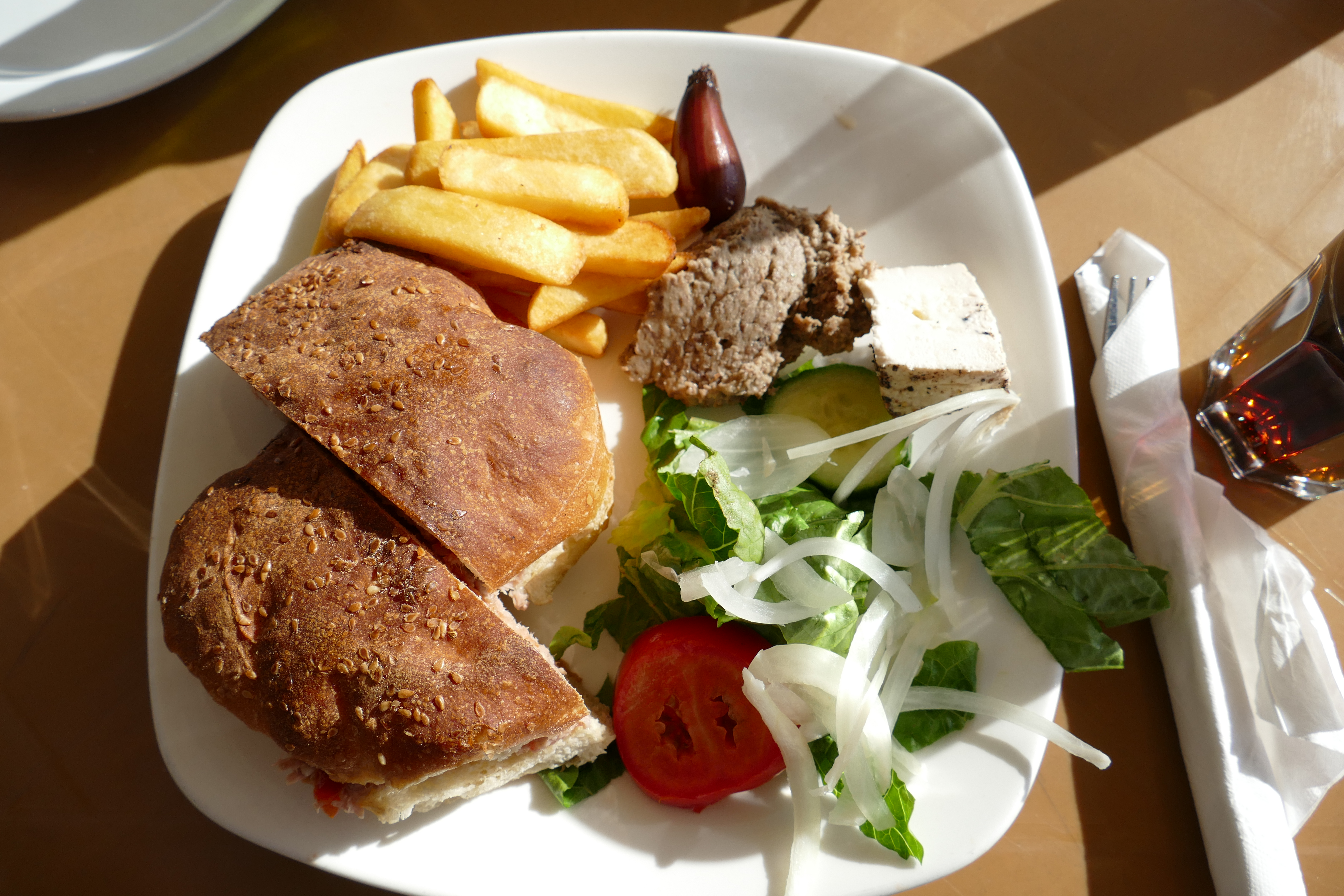
Ftira, maltský chléb s tuňákem

Hlavní surovinou jsou čerstvé ryby a plody moře. Malťané nejčastěji připravují steaky z tuňáka (tuna), mečouna (swordfish) a okouna (bass). Nejoblíbenější rybou je lampuki (také nazývaná mahi-mahi nebo dorado). Je to menší ryba, která se konzumuje především na podzim, kdy migruje kolem Maltských ostrovů. Jídlo z ryb je podáváno ozdobené a dochucené čerstvými bylinkami nebo přelité smetanovou omáčkou.
Pro Maltu je charakteristické využití králičího masa, které je tu národním jídlem. Hovězí maso se nejčastěji konzumuje jako hovězí roláda plněná kapary, olivami, vejci. Podává se se sezónní zeleninou a bramborami.
Tradiční je využití listového těsta plněného mnoha surovinami, čerstvým sýrem ricottou, hráškem, špenátem nebo čokoládou. Oblíbený je křupavý a nadýchaný maltský chléb. Bulky chleba se rozříznou a plní se rajčatovou pastou nebo olivovým olejem, rajčaty, olivami, tuňákem, česnekem nebo kapary. Vliv italské kuchyně se projevuje využitím těstovin a konzumací pizzy.

## Pokrmy

### Polévky

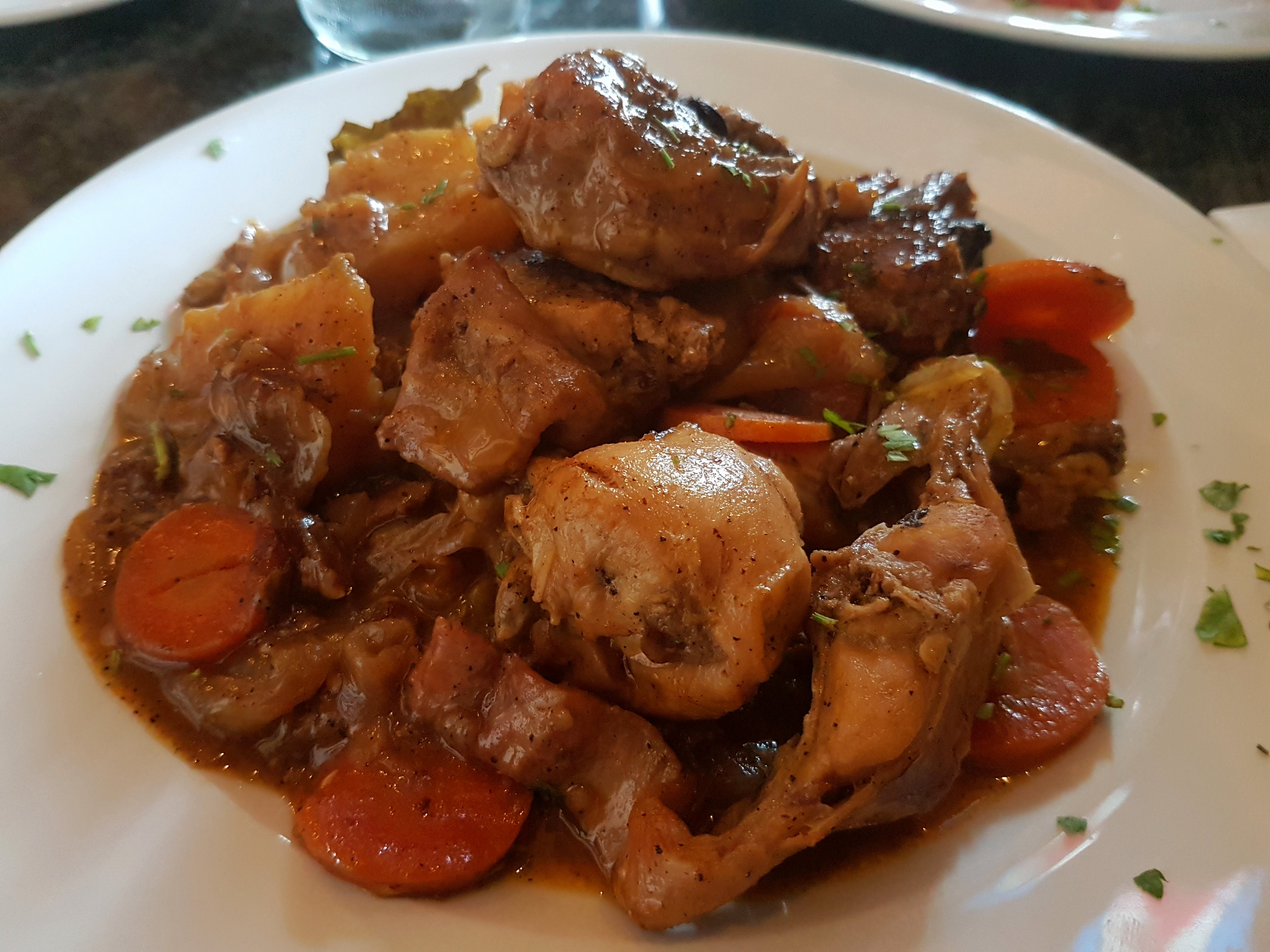
Stuffat tal-fenek, národní jídlo z králíka

- Kusksu, fazolová polévka
- Aljotta, rybí polévka s česnekem

### Hlavní jídla
- Stuffat tal-fenek, králík vařený ve víně. Je to národní jídlo.
- Lampuki, maltská rybí specialita. Čerstvé ryby a plody moře jsou velmi oblíbené.
- Bragioli, hovězí roláda na červeném víně plněná kapary, olivami a vejcem či jinými přísadami.
- Spaghetti rizzi, špagety s mořským ježkem, který je tu místní specialitou.
- Timpana, zapečené těstoviny s mletým masem, podobné řeckému pasticiu nebo lasagním.Pastizzi a lahev Kinnie

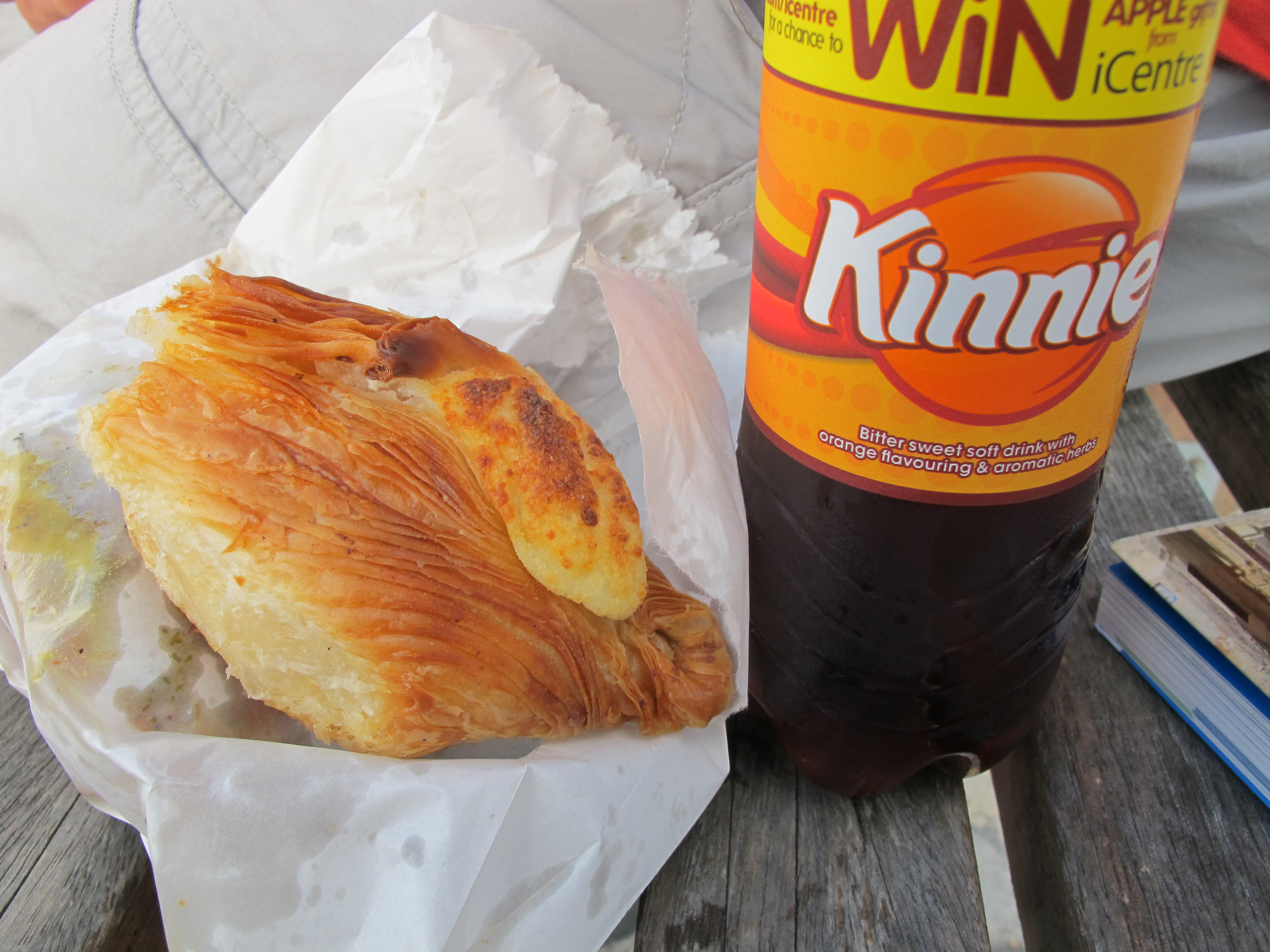
Pastizzi a lahev Kinnie

- Ravjul, těstoviny ravioli s ricottou nebo dalšími náplněmi.
- Ross-il-forn, zapečený pokrm z rýže, vajec, mletého masa a cibule.
- Pastizzi, taštičky z listového těsta s ricottou nebo dalšími náplněmi.
- Qara bali mimli, cuketa plněná sýrem a masem.
- Mazzit, klobása z krve.
- Ftira, maltský chléb plněný rajčaty, olivami, tuňákem, česnekem nebo kapary.Imqaret se zmrzlinou

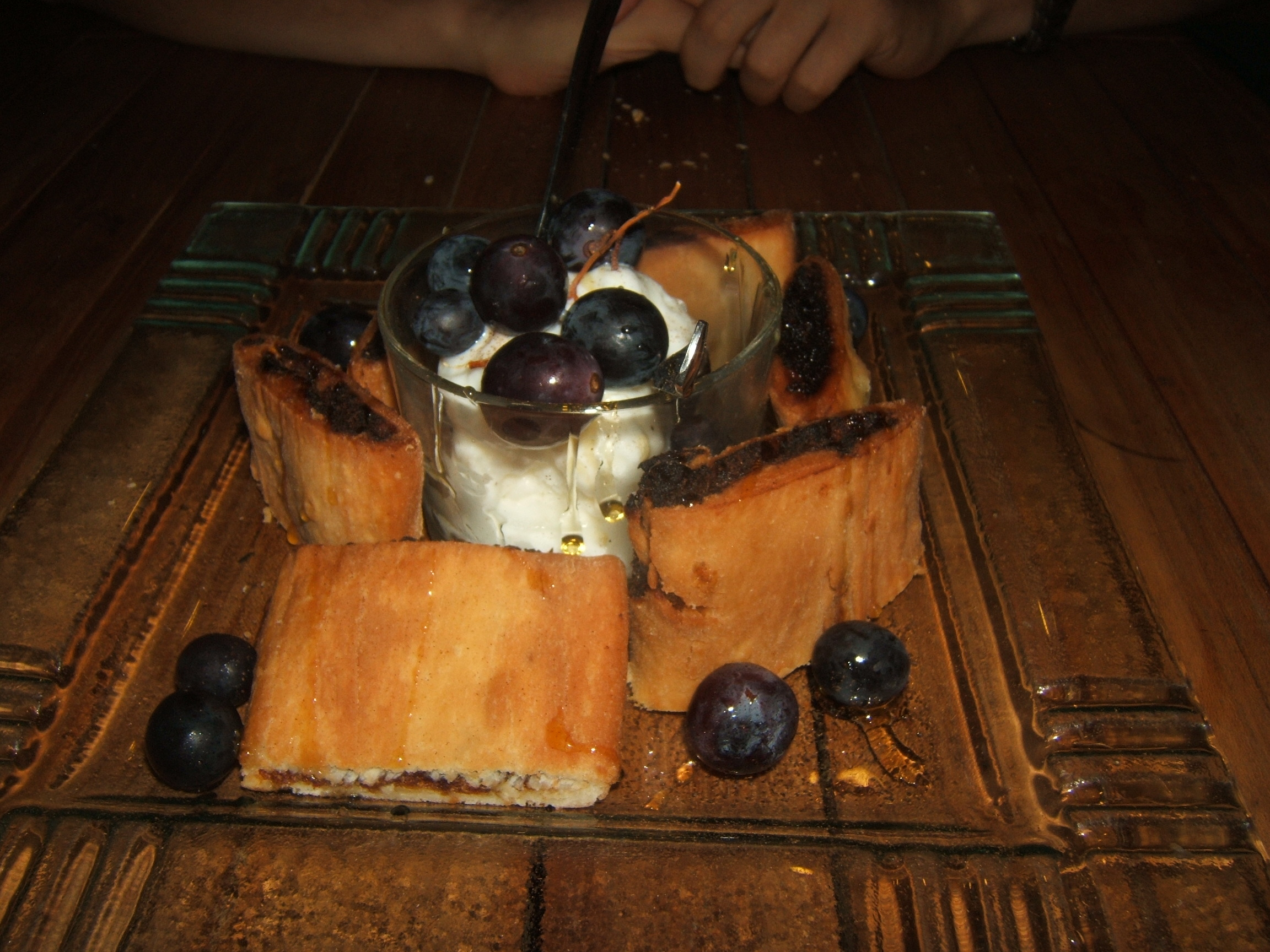
Imqaret se zmrzlinou

### Sladká jídla
Malťané si rádi pochutnávají na čerstvém ovoci. Výborné jsou místní melouny, fíky, broskve, mandarinky a hroznové víno. Místními specialitami jsou dvě sladkosti:
- Imqaret, sladké těsto plněné datlemi.
- Maltský nugát, obvykle s mandlemi nebo lískovými oříšky.

## Nápoje
- Maltské pivo Cisk, je lehké a osvěžující.
- Víno, mezi místní odrůdy patří Ġellewża (červené) a Girgentina (bílé). Vinařství je Maltě rozšířeno již od starověku.

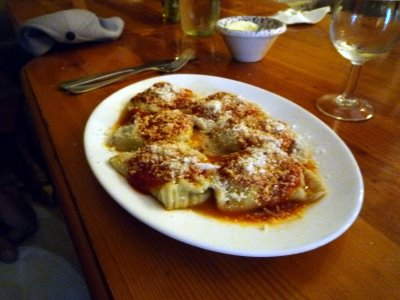
Ravjul, těstoviny z ostrova Gozo

- Kinnie, sycený nealkoholický nápoj z hořkých pomerančů a pelyňku.
- Malta libre, nápoj kinnie smíchaný s rumem.
- Bajtra, likér z opuncie
- Káva
- Čaj

## Kuchyně ostrova Gozo
Kuchyně menšího maltského ostrova Gozo se mírně odlišuje od maltské kuchyně. Jinak se to připravují například ravioly (ravjul). Zatímco na Maltě se obvykle plní sýrem ricotta, tak na Gozu se plní místním sýrem zvaným ġbejna t'Għawdex.